# ギャンブルレーサー
『ギャンブルレーサー』は、田中誠が描いた競輪漫画。
講談社の漫画雑誌『モーニング』に1988年6月から隔週（一時期月3回掲載の時期もあり）で連載されていたが、後に『イブニング』に移動し、タイトルも『二輪乃書 ギャンブルレーサー』（にりんのしょ ギャンブルレーサー）と改められた。通算18年にも及ぶ長期連載の末、2006年1月に一度完結した。
その後、2013年12月より2015年3月まで、徳間書店の『週刊アサヒ芸能』にて、『ギャンブルレーサー第二の人生 セカンドレーサー』として続編が掲載された。

## 概要
競輪の世界を、競輪選手である関優勝（せき まさかつ）を主人公に描く競輪漫画。
連載開始当初は、競輪選手である関優勝の私生活（ギャンブル漬け）を面白おかしく描いた構成で、競輪のレース場面の比重はそれほど高くなかった。レースが描かれた場合でも、関が全員を落車させたり、走路審判員が唾を吐きながら打鐘を鳴らしたりと、ナンセンス漫画的なシーンも多いものであった。また、この頃は「ギャンブルは悪、犯罪!ゆえに競輪（公営競技）も同じ!それを公共の雑誌（笑）に載せるとは何事だ!今すぐ掲載中止せよ!」という投書が来たり、日本自転車振興会からでさえ「競輪をマンガにするとは何事だ。上の命令で即刻打ち切りを求む!」というクレームもあったと作者は回想している。
だが、のちにリアルな競輪のレース展開に比重を置いていくようになり、やがては実際の車券作戦の参考にもできるほどの競輪の入門書的な要素が強くなった（そのため、後年は台詞の文量が増えている）。関優勝だけでは話に限界があるため、のちに売二などの弟子が登場するようになり、元甲子園球児でドラフトを拒否して競輪選手になった息子の優一の活躍なども描かれるようになった。
さらに連載後期では、時に大げさに「このレース売り上げゼロ」「本日入場者ナシ」などと競輪の存続の危機状態が描かれることがあり、特に2004年以降の連載においてその傾向が顕著になった。最後は、2005年のKEIRINグランプリをもって連載を終了した。

## 主な登場人物

### 関の家族
関 優勝（せき まさかつ）
主人公の競輪選手。1959年1月1日生まれ。日本競輪学校（現、日本競輪選手養成所。以下、作中の表記に倣い旧称の「競輪学校」で表記）37期・日本競輪選手会東京支部・西武園クラブ所属。作中を見る限り師匠はいない。ギャンブルをこよなく愛し、暇さえあれば麻雀、パチンコ、競馬、特に競艇に繰り出して大金をスってしまい、妻との諍いが絶えない。
実家は豪農の出で財産もかなりあったが、ロクデナシの父が競輪で財産のほとんどを食いつぶし、母も小学生のときに喪ったため、父が心臓発作で他界した時に残されていた財産は愛車のクラウンだけという有様だった。その為、競輪選手になって金を取り戻そうと決意し、中学卒業後、一浪して競輪学校に入学し、競輪選手となる。過去に9回も特別競輪（現在のGI）の決勝戦に進出するなど選手としての能力も一流だが、特別競輪のタイトルは獲れなかった。
番手のためなら失格をも厭わないスタイル故に、単行本6巻では3競走連続失格（京王閣初日失格→2日目失格帰郷→弥彦初日失格）という前代未聞の事態を引き起こす。失格による事故点と不調が重なり、S級1班からA級4班に転落する羽目になった上に、3か月間の斡旋停止を喰らう。A級戦では特進を狙うも、何度も失敗し結局特進を決めたのはその期の最終競走（しかも、特進を決めなくても次の期からはS級復帰が決まっていた）という詰めの甘さも目立つ。
計算高く、関軍団が呆れるなかで色々な企みをするが、前述の通り詰めが甘すぎてうまくいかないことが多い。「怠けるために努力する男」というコピーが表紙を飾ったこともあった。若い頃は旧A級1班→S級1班に所属し、年間獲得賞金4000万円以上とかなりの成績を勝ち取っていたが、年齢を重ねるごとに脚力が衰えて稼ぎも昔ほどでなくなり、本作の終盤では政治家への転身等の安直な逃げ道を夢見て零落の日々を送るようになる。初期は短髪であったが、徐々に毛髪量が減り、中期以降は見事なハゲ頭となる。作者の別作品『プロの生活』にてA級3班に落ちた関が登場し、本作の続編になる『セカンドレーサー』では選手をクビになるなど更に没落している。
東京都東大和市に居を構えており、ホームバンクは西武園競輪場で、西武園競輪場では実際に「関優勝牌」なる競走（後述）が行われている。
関 鐘子（せき かねこ、初期には実父から「じゃんこ」と呼ばれたことも）
優勝の妻。旧姓井上。夫とは正反対の常識人。父・利明の借金のカタに、大学時代から付きまとわれていた関と泣く泣く結婚させられる。ロクデナシの夫とは口喧嘩が絶えず夫婦仲は悪く、連載中でも一度は離婚を決意したこともある。関とは違い、頭の良さを活かして関を手玉にとる事も多く、何だかんだで関も頭が上がらない。関軍団の面々からは夫がいじめ続ける弟子達を暖かく支えてきた奥さんとして慕われている。専業主婦で二児の母。
関 優一（せき ゆういち）
優勝の長男。「優勝戦一着」から取った。通称・優坊。顔は母親似か。
高校時代は投手として享帝大多摩川高校で夏の甲子園に2度出場。1年生の夏は開会式直後の第1試合で9回までノーヒットノーランながら打線の援護を得られず、延長戦で負けを喫する。2年生の夏は準決勝まで進出。3年生時も甲子園出場の有力候補だったが、地区予選1回戦で起きた「手抜き事件」をきっかけにマスコミにハメられ、以後の予選出場を辞退。ちなみに春の甲子園は、1年生時は秋季大会でチームが早々と敗退、2年生時は夏の甲子園後に部員の多くがファンの女子達と交際を始めたことが「不純異性交遊」だとしてマスコミに叩かれ秋季大会の出場辞退を余儀なくされたため、いずれも出場を逃している。
その豪腕ぶりからドラフト会議では1位指名が確実視されていた。本人、父共に当初から競輪選手志望であったが、父の邪悪な誘惑に乗せられて、そのことを明言せずに各球団のスカウトから料亭や風俗等の接待を受けまくる。のちに優一の良心が咎めたため、ドラフト会議直前に競輪学校への入校を明言し、ドラフト指名拒否の姿勢を公表した。
後に子供の頃からの夢であった競輪選手（武田豊樹や山崎芳仁らと同期である88期）となり、中野浩一のような傑出した脚力を活かして関軍団をはじめとする関東地域の強力な機関車（逃げ・捲り主体の先行選手）としてGIレース決勝戦にも勝ち残るなど大活躍。2005年、第48回オールスター（売とのワンツー）に続いて第21回全日本選抜も優勝しGIを連覇、父でさえ成し得なかったビッグタイトルを獲得する。同年のKEIRINグランプリでは惜しくも2着。
関 優宝（せき ゆうほう）
優勝の次男。「優勝して競輪国宝になる」と思いついて取った。顔も性格も父親似の悪ガキ。小学生。

### 関軍団
関の元に最初に弟子入りしてきた金尾はモノにならなかったが、その後に入れた売以後、続々と彼の元に有力な選手が弟子入りし、連載終了時には関優勝と大場以外はS級選手と、一大軍団となっていった。
常荷 金作（つねに きんさく）
元々は売の家庭教師に雇われた大学生（駿河堪忍大学教育学部中退）。静岡の実家で常に借金取りから追われていたせいで自転車での逃げ足は速く、付き添いで売と最後の挑戦となる金尾と共に試しに競輪学校を受験したら見事合格。藩屏を欲しがった関に説得されて、大学を中退して競輪選手になる。デビューから暫く9着（最下位）続きなど競輪選手としてはやや出世が遅れたが、現在は立派にS級選手として活躍中。一時期競輪界の将来を案じ、売とともに引退を考えるが撤回した。初期は、黒ブチ眼鏡のガリ勉学生のような冴えない風貌だったが、一人の女性にフラれてから口髭を生やすなど大胆に（ヤクザ風に）イメチェンした。家族は3人で妻の郁子（いくこ）と長女の良子（よいこ）がいる。関軍団の兄貴的存在。愛車は近所のおじいさんから10万円で買ったオート三輪。
売 二（うり ふたつ）
通称：ウリ。1973年8月1日生まれ、74期。武蔵村山市在住の売良郎の次男（一（ひとつ）から五（いつつ）までの五人兄弟・顔付きはみな同じ）。自転車での逃げ足が異常に速かったことに目をつけた関に、870円で売られる。当初は大食漢な割にアワを吹いてばかりで自分の名前すら書けず、人形か赤ん坊（要は「目下」）相手にしか喋れないような「ぼやっとしたバカ」だったが、関家の貯金が底をつきかけそうなほど投資（メシを食わせた）した上に金作による詰め込み教育のおかげで、何とか大検を合格し競輪学校への入学資格を得る。競輪選手としてデビュー直後は、観客から「ウリジ」などと読み間違えられながらも、持ち前の先行力で競輪祭にて浜田賞・全日本競輪新人王決定戦で優勝し東京支部所属選手として初の新人王のタイトルを獲得するなど、一線級の選手として活躍。関軍団の中で最初にGIレースで表彰台に登るが、後に優一や泡一の強さを目の当たりにして脚力の衰えを自覚し、マーク屋に転身する。家族は妻・伸子（のぶこ）と長女・ちさこ。2005年のオールスターでは、優一に続き決勝戦2着と力強さが復活した。普段まともに喋れないのは頭の血の巡りが悪いためらしく、アルコールが入った時やトウガラシを大量に食わされた時、競走で1着を獲った時など頭に血が上ると一時的に普通に話せるようになる。しかし、競輪祭新人王を獲った時には血の巡りがオーバーしてしまいインタビューで逆に何も話せず、代わりに関が控室から出てきて『通訳』した。
大場 嘉太郎（おおば よしたろう）
通称：大バカまたはカ太郎（名前の「嘉」が「か」とも読めることから）。西多摩学園高校出身。高校卒業直前、進路を決めかねている時に売の優勝に感激して、同級生の門前・古山（後述）と3人で関の元に弟子入りを志願。以後「三バカトリオ」と罵倒されつつも厳しい練習に耐え、三人のうち唯一競輪学校に合格し競輪選手となる。デビュー後は先行主体で戦っていたが、心の師と思っている吉田のとっつあんの適当な助言でマーク屋に転身。あまり向上心はなく、A級上位あたりを行ったり来たりしており、そこそこ稼げている現状に満足している。
桐山 公男（きりやま きみお）
通称：武蔵。東大へ多数合格者を輩出している名門・武蔵開成高等学校出身。高3の初夏のときに街道で練習中の関軍団と遭遇し、弟子入りを志願。稼げる弟子を欲しがった関も承諾し、東大受験をやめて競輪選手になる。競輪選手としての能力も高く、過去に共同通信社杯を制するなどの実績を挙げている。一時期やる気が無くなったが、2005年の競輪祭で決勝戦まで進み復活をアピール。
金梨 泡一（かねなし ほういち）
優一の中学時代の野球部の先輩。高校で優一のチームに都大会の準決勝で敗れ、スポーツ推薦での大学進学の道が断たれ、人一倍の金への執着心の強さから、金儲けのために競輪の道を志し関に弟子入りした。
本来新人は先行主体の競走に徹するのが「競輪道」であるが、競輪学校卒業後、泡一は他人に機関車として使われるのはまっぴらごめんとデビュー直後から「追い込み」に転向してしまう。そのことがきっかけで関との師弟関係は破綻しているが、追い込みに転向したのは優一の機関車としての能力に賭けたためでもあり、結局は関軍団からは離れられない。作中での成績は、2005年の第46回競輪祭を優勝し競輪王のタイトルを獲得。同年のKEIRINグランプリでは優一に続く3着。

### その他の主な人物
金尾 水造（かねお すいぞう）
関が最初にとった弟子。「楽をして金を稼げる」と思い関に弟子入りして競輪選手を目指すが、何回も競輪学校の受験に失敗し続けた上に関にいびられ続ける。アルバイト先の収入を関のツケに使われ、常に無一文。当初は関の庭にある倉庫に住んでいたが、売が来たあと追い出されて林の中でホームレス生活をしていた。結局は受験時24歳未満という年齢制限をオーバーしてしまい、断念。その後はそれまで鍛えた脚力を活かすべく、観光用ベロタクシー運転手に転身し成功した。収入と生活は安定しているようである。当初は関も呆れ返るくらいのダメ人間であったが、関のシゴキや売との出会いによって人間的にも大きく成長した。一観客として、関軍団が活躍するのを注目している。選手としての才能は皆無だったが、元手の800円を70万円以上に増やすなど車券を買うセンスは非常に高い。
吉田のとっつぁん（よしだ、別名：神風の吉田）
関のギャンブル仲間で東村山市在住。若い時分にパチンコ屋「アリジゴク」で出会い意気投合するが、八百長を強要されるのを嫌がった関に、競輪選手の関とは同姓同名の別人だと騙されている。植木職人だったが、ギャンブル狂でろくに仕事もせず、妻にも逃げられ、優一の記念初優勝の賞金をかっぱらう等の「キング オブ ロクデナシ」に成り果てていた。いつも競輪でやられているが、たまに百万単位で勝つ事もある。しかし結局は有り金勝負をして無一文になる事が多い。関の出場するレースで何度も翻弄されているため、選手としての関優勝を死ぬほど嫌っている。置き引きや空き巣等で何度も刑務所に入る典型的な人生の落伍者だったが、出所後に競輪場に行く客に嫌みを言い続けていたのがきっかけで、絶対に当たる予言者として評判を呼び、大成功を収める。最終回で久々に登場し、スピリチュアル宣誓術師・細原数之（細木数子と江原啓之からとったネーミング）としての成金振りを関に披露した。但し、モーニング2006年31号から35号に掲載された『実録!関東昭和軍』の欄外コメントで関が登場し、「吉田が再び刑務所行きになった」と述べている。
門前 清一（もんぜん せいいち）
通称：チンイチ（麻雀的な読み方に則れば「メンゼンチンイツ」と読めることから）。大場と一緒に弟子入りを志願し選手を目指すも、年齢制限一杯まで競輪学校の受験失敗を繰り返した末に断念。その後無職またはフリーター生活を送っていたと思われるが、東京郊外の山中で採ったカブトムシやクワガタムシを子供達に販売することで得た資金を元手に、昆虫養殖の事業を始めた。
古山将治（ふるやま しょうじ）
通称：タヌキ（名前の「将治」と「証城寺の狸囃子」をかけている）。大場と一緒に弟子入りを志願し選手を目指すも断念。ただし見切りの付け方は早く、関優勝が38歳という高齢にもかかわらず「決勝戦で本人以外8名全員落車」という幸運に恵まれ記念競輪を制覇したことを契機に「師匠は恵まれた人間だが、自分はそうではない」と悟り自ら身を引く。その後は奥多摩の家具工房で働いていた時期もあったが、ほどなく退職。現在は門前と共同で昆虫養殖の事業に携わる。

### 実在の競輪選手
本作には、連載当時の主に1980年代から1990年代に活躍した、実在の競輪選手が実名のまま登場する。若い頃の関は埼京地区の有力選手という設定で、かつて隆盛を誇ったフラワーラインの選手たち（吉井秀仁、山口健治、清嶋彰一、滝澤正光など）や、中国地区の佐古雅俊、九州地区の中野浩一、井上茂徳などといった往年の一流選手もよく登場した。その中でも鶴岡篤人や波潟和男などはよく作中でイジられており、特に波潟においては「牛丼の波潟」「波潟はいつも牛丼ばかり食べている」と呼ばれるなどコミカルな描写が多かったが、あくまで作品内でのフィクションであり、実在の本人は否定している（作中でも関に対して「俺はカレーライスの方が好き」と反論している場面がある）。

## セカンドレーサー
『週刊アサヒ芸能』にて、2013年12月より、2015年4月2日号まで連載された。全61話。
関の引退後の生活や、その後の弟子たちの活躍を描いている。ただし、『モーニング』や『イブニング』連載時とは異なり、絵はスクリーントーンが使われていないなど背景も含めて簡素化され、またベタ以外は細いサインペンのようなものも使って描かれている。
なお、この『セカンドレーサー』連載開始時での関は『ギャンブルレーサー』の設定を引き継いでおり54歳となっている。優一や金梨はこの連載が再開された時点でもS級1班の一線級で活躍する選手であるが、売と金作は脚力の衰えなどから、売はA級1班、金作はA級2班に降格してしまっている。

### あらすじ
関は『代謝』（詳細は当該項目を参照）により2011年7月、競輪選手を“クビ”となってしまう。現役引退後は、選手時代にはできなかった競輪の車券購入にも手を出すなど、ギャンブル漬けの放蕩な生活がたたって妻の鐘子と離縁され、その直後は息子の優一の自宅に身を寄せていたがすぐに追い出され絶縁状態となってしまう（とは言え、関宛ての郵便物は優一の家に届くようになっており、また優一とは一緒に飲みに行くこともあるなど、完全に切れたわけではない）。さらに家や車などの財産を全て失い、西武園競輪場の近くでホームレスの生活を余儀なくされてしまう。
それでも売や金作といった弟子たち、さらに選手仲間に援助をたかるなどして、さらなるギャンブル漬けの日々を送っている。また、西武園競輪場の近くにあるスーパーいなけやの副店長とは関が物乞いに行った時に意気投合し、以来関はこの副店長なども利用して自分が利益を得るために様々な悪だくみを行っている。
最後に、関は大穴をことごとく的中させ、気が付けば数千万の大金を手にしてしまう。競輪で得た儲けに対する課税は年間トータルでの損益通算だと勘違いしていた関は、税金を払わないで済まそうと大損を企み1レースで千万単位の大金を張るもそれも的中させてしまい、減らすどころか逆に増えてしまう。結局開き直った関はホームレスをやめ、身だしなみを整えた上で高級ホテルのスイートに宿泊し、終いにはお抱えの運転手を雇い、全国各地の競輪場を回り博打打ちの旅に出た。そんな姿がテレビでも取り上げられ、関は一躍有名人となってしまったのであった。

## ギャンブルレーサー.com
ホームレスとなった関が、西武園競輪場施設に無許可で住み着き、弟子や後輩選手から金品をたかりながら酒と車券三昧の日々を送るなか、西武園の所長と場長にバイトを持ち掛けられ、選手紹介を始める。

## 備考
作中では関優勝を筆頭とする関軍団が西武園競輪場をホームバンク（普段の練習場）としていたことから、西武園競輪場で開催される開設記念競輪（GIII）ではかつて「ギャンブルレーサー関優勝牌」との呼称が付けられていた（2006年時には付けられていない）。
2007年度以降は、西武園開設記念競輪では2日目の優秀競走に同呼称が付けられている。なお、いずれも呼称は作者の意向により「せきゆうしょうはい」とされていた

## ゲーム
1995年、パソコン用ソフト『ギャンブルレーサー』が発売された（フロッピーディスク。ジャンルはシミュレーション）。企画・開発はプログレス、発売はビクターエンタテインメント、定価は11,800円（税抜）であった。PC-9801UV／VM21以降、EPSON PCシリーズに対応していた。
選手モードと車券師モードがあった。
選手モード
主人公・関優勝の他、当時の実在選手200名が登場。プレイヤーは選手一人を選択し、ゲーム上でレースにチャレンジ。ラインを組むなどして1着を目指す。
車券師モード
プレイヤーは「吉田のとっつぁん」となり、全国50ヶ所（当時）の競輪場を全て回り尽くす。レースが開催されている競輪場であればどこへ行っても自由。車券は全部で5枚、1枚につき5通りまでの組み合わせが購入可能。1日のレース終了後に収支を計算して、破産すればその時点でゲームオーバー。但し、スタート時の所持金は1万円、しかも競輪場までの交通費は自腹となっている。
ちなみにほぼ同時期、スーパーファミコン用ソフトとして「スーパー競輪」が発売されているが、こちらは単に、プレイヤーが選択した選手が出場するレースにおいて、いかにして1着を取るか、というだけの単純なものであった。

## パチンコ
- CR Gレーサー（2013年、ニューギン）
パチンコ機では「ギャンブル」の語が使えないため、このような表記になっている。
回数切りSTタイプ。但し、右打ち時でも20%の割合で強制的に確率変動が終了する。
液晶画面に出てくる関は、連載時と比べてかなりマッチョな体型で描かれている。
主に1990年前後のヒット曲が複数収録されており、大当り時のラウンド中に選択できるようになっていた。